# Thomas Schwinn
Thomas Schwinn (* 1959 in Heidelberg) ist ein deutscher Soziologe und Professor für Allgemeine Soziologie an der Universität Heidelberg.

## Leben
Schwinn studierte 1981–1987 Soziologie und Politische Wissenschaft an der Universität Heidelberg. 1992 wurde er dort promoviert, 1999 habilitierte er sich ebenfalls dort. 2003 wurde er zum Professor an der Katholischen Universität Eichstätt berufen.
2008 berief ihn die Universität Heidelberg zum Nachfolger von Wolfgang Schluchter (Professur für Allgemeine Soziologie mit dem Schwerpunkt Soziologische Theorie). Seit 2010 ist er Mitherausgeber der Kölner Zeitschrift für Soziologie und Sozialpsychologie. 2014 wurde er zum ordentlichen Mitglied der Heidelberger Akademie der Wissenschaften gewählt.

## Schriften (Auswahl)
- als Herausgeber mit Hans-Jürgen Andreß, Daniela Grunow: Soziologiegeschichte im Spiegel der Kölner Zeitschrift für Soziologie und Sozialpsychologie (= Kölner Zeitschrift für Soziologie und Sozialpsychologie. Sonderhefte. 56). Springer VS, Wiesbaden 2017, ISBN 978-3-658-19442-0.
- Max Weber und die Systemtheorie. Studien zu einer handlungstheoretischen Makrosoziologie. Mohr Siebeck, Tübingen 2013, ISBN 978-3-16-152805-7.
- als Herausgeber mit Jens Greve, Clemens Kroneberg: Soziale Differenzierung. Handlungstheoretische Zugänge in der Diskussion. VS – Verlag für Sozialwissenschaften, Wiesbaden 2011, ISBN 978-3-531-17388-7.
- Soziale Ungleichheit. Transcript, Bielefeld 2007, ISBN 978-3-89942-592-5.
- als Herausgeber: Die Vielfalt und Einheit der Moderne. Kultur- und strukturvergleichende Analyse. VS – Verlag für Sozialwissenschaften, Wiesbaden 2006, ISBN 3-531-14427-8.
- als Herausgeber: Differenzierung und soziale Ungleichheit. Die zwei Soziologien und ihre Verknüpfung. Humanities Online, Frankfurt (Main) 2004, ISBN 3-934157-15-7.
- Differenzierung ohne Gesellschaft. Umstellung eines soziologischen Konzepts. Velbrück Wissenschaft, Weilerswist 2001, ISBN 3-934730-36-1 (Zugleich: Heidelberg, Universität, Habilitations-Schrift, 1999).